# Višestupanjska računalna arhitektura
Višestupanjska računalna arhitektura je napravljena zato što razmjena novosti zahtijeva uglavnom zajednički rad različitih protokola koji preuzimaju različite zadaće, primjerice obitelj internetskih protokola. Za moći ovladati time povezanu složenost, pojedini su protokoli organizirani u stupnjeve (smjene, nje. Schichtenarchitektur, eng. multi-tier architecture).